# Krishnagiri
Krishnagiri è una suddivisione dell'India, classificata come municipality, di 65.024 abitanti, capoluogo del distretto di Krishnagiri, nello stato federato del Tamil Nadu. In base al numero di abitanti la città rientra nella classe II (da 50.000 a 99.999 persone).

## Geografia fisica
La città è situata a 12° 31' 60 N e 78° 13' 60 E e ha un'altitudine di 630 m s.l.m..

## Società

### Evoluzione demografica
Al censimento del 2001 la popolazione di Krishnagiri assommava a 65.024 persone, delle quali 32.692 maschi e 32.332 femmine. I bambini di età inferiore o uguale ai sei anni assommavano a 7.818, dei quali 3.983 maschi e 3.835 femmine. Infine, coloro che erano in grado di saper almeno leggere e scrivere erano 46.742, dei quali 25.323 maschi e 21.419 femmine.